# Lahti L-35
Pour les articles homonymes, voir Lahti (homonymie).
Le pistolet Lahti L-35 fut créé par Aimo Lahti et adopté par l'armée finlandaise en 1935. Sa forme reprend celle du Luger P08. Il fut également construit en Suède par Husqvarna AB et dénommé M/40 par l'armée suédoise. Il a été également en service dans les armées danoise, norvégienne et israélienne, l'armée suisse l'a essayé en 1943. Il fonctionne en simple action et est munie d'un accélérateur de recul. Chambrant la 9 mm Parabellum, il connut le feu durant la Seconde Guerre mondiale.

## Le L-35
En 1919, au sortir de la guerre civile finlandaise, la jeune armée finlandaise se trouvait équipée d'armes d'origines diverses achetées dans les surplus internationaux ou héritées de l'ancienne puissance tutélaire russe. 
Afin d'assurer son indépendance en matière d'armement, la Finlande créa une fabrique d'armes à Jyväskylä: la VKT (Valtion Kivääritehdas). Les premières projets issus de cet établissement consistaient en fabrications sous licence de modèles déjà en service dans d'autres pays. Ainsi, le fusil réglementaire était une version locale du fusil russe MOSIN-NAGANT 1891 et la mitrailleuse une copie de la MAXIM 08 allemande.
Rapidement cette usine se dota d'une équipe d'ingénieurs capables de développer ses propres projets. C'est ainsi que la VKT innova lors de la mise au point du fusil mitrailleur LS26, du pistolet mitrailleur SUOMI modèle 31, et du pistolet L 35, tous trois employés intensivement lors du conflit avec l'URSS en hiver 1939-1940, et de la guerre de Continuation de 1941-1945. 
Cette mitraillette  fut adoptée par la suite par la Suède (Husqvarna Kpist m/37-39), le Danemark (Mp M41) et la Suisse (Hispano Suiza Mp 43/44). Ces trois armes sont dues au génie d'un inventeur prolifique : Aimo Johannes Lahti. 
Il est né le 28 avril 1896, l'école primaire terminée il travaille comme manutentionnaire aux chemins de fer finnois, puis, après son service militaire en 1921, il s'engage et est affecté comme armurier dans une unité d'infanterie. Cet autodidacte mettra au point un pistolet mitrailleur de sa propre initiative, et en 1925 il sera muté au service du matériel du ministère de la défense. En 1928 il supervise la production du fusil-mitrailleur Lathi-Saloranta LS26 à l'arsenal de Jyväskylä nouvellement crée. En 1932 il devient le responsable du secteur des armes légères ce qui lui permet de se consacrer entièrement à la création et au développement. Ces années voient la mise au point du pistolet L35 et du pistolet mitrailleur SUOMI 31. Selon la nomenclature finlandaise, reprise des habitudes russes, la lettre précédent la date d'adoption du modèle indique le nom de l'inventeur. Dans sa carrière il concevra de nombreuses armes, du pistolet au canon de DCA.
Fabriqué par la compagnie nationale VKT de 1935 à 1985, ce pistolet, de construction robuste, était capable de tirer même dans les pires conditions hivernales. Il était le pistolet standard dans l'armée finlandaise lors du conflit avec l'URSS en hiver 1939-1940 et le demeura après la guerre. Le Browning HP-DA le remplaça en 1985.

## Le M/40
La fabrique d'arme Husqvarna fut chargée de produire sous licence une version simplifiée du L-35. Environ 100 000 exemplaires du M/40 sortirent de ses usines et furent utilisés par des soldats suédois, mais aussi par des unités norvégiennes et danoises réfugiées et entraînées en Suède.

## Données techniques

### Lahti L-35
- Munition :  	9x19 mm Parabellum
- Capacité du chargeur :	8 cartouches
- Masse à vide : 	1,22 kg
- Longueur :	245 mm
- Longueur du canon :	107 mm

### Husqvarna M/40
- Munition :  	9x19 mm Parabellum
- Capacité du chargeur :	8 cartouches
- Masse à vide : 	1,12 kg
- Longueur :	239 mm
- Longueur du canon :	107 mm

## Sources
- K. D. MAYER,  Die Lahti Pistolen, Deutsche Waffen Journal 3-1973.
- A. FIRER,  le pistolet Lahti 9.mm, Gazette des Armes, N°53, octobre 1977, Argout-Editions, Paris
- A. THELL,  Die schwedische Armee Pistole, Deutsche Waffen Journal 12-1979.
- K. SCHAEFFER,  Lathi pistolen zubehör, Waffen Digest 1987, Verlag Stocker-Schmid, Dietikon-Zurich, 1987
- K. KUUSELA,  Lathi L35 : l'unique pistolet finlandais, revue AMI N°53, février 1988, Bruxelles
- D. VENNER, Les Armes de poing (de 1850 à nos jours), Larousse, 1988
- A.THELL, I. NILSON, Le pistolet réglementaire suédois M40, Deutsches Waffen Journal édition française 10-1991.
- R. OUT, Le pistolet suédois M40, revue Action Guns N°170, Paris, octobre 1994,
- M. PALOKANGAS, M. VAAJAKALLIO, Aimo lahti, Asesuunnittelun suuri suomalainen, ASE-Lehti Oy 2000,  (ISBN 952-91-2548-8).
- Pistolet Lahti expliqué  (ebook par Gérard Henrotin), HLebooks.com 2016
- Martin J. Dougherty, Armes à feu : encyclopédie visuelle, Elcy éditions, 304 p. (ISBN 9782753205215), p. 87.